# Pittosporum daphniphylloides
Pittosporum daphniphylloides là một loài thực vật có hoa trong họ Pittosporaceae. Loài này được Hayata miêu tả khoa học đầu tiên năm 1911.